# Крылатское (велотрасса)
Крыла́тское (велотрасса) — Олимпийская кольцевая велотрасса на Крылатских холмах, предназначенная для занятий велоспортом в летнее время года. Строительство велотрассы было приурочено к Летним Олимпийским играм 1980 года. Длина велотрассы составляет 13,6 километров, включая километровую финишную прямую, ширина которой составляет 14 метров.

## История
Велотрасса расположена в московском районе Крылатское. На этом месте ранее располагались каменоломни, однако перед Олимпиадой 1980 года были насыпаны искусственные склоны и были построены спортивные объекты — велодорога, велотрек, гребной канал, поле для стрельбы из лука. Строительный чертёж от 1976—1979 годов отображает расположение финишной прямой между тогда ещё существовавшими деревнями Крылатское и Татарово. Для строительства велодороги снесли две деревни и птицефабрику.
Олимпийская кольцевая велотрасса была сооружена в 1979 году на Крылатских холмах, вблизи к Крылатской улице, к XXII Летним Олимпийским Играм, проходившим в Москве. Строительство было заказано Всесоюзным центральным советом профессиональных союзов, а построено — Министерством транспортного строительства. Впоследствии на трассе проводили чемпионат Европы, молодёжный чемпионат мира, этапы ежегодной многодневки «Пять колец Москвы», чемпионаты России и другие гонки. Других подобных велотрасс в России нет.

## Характеристика

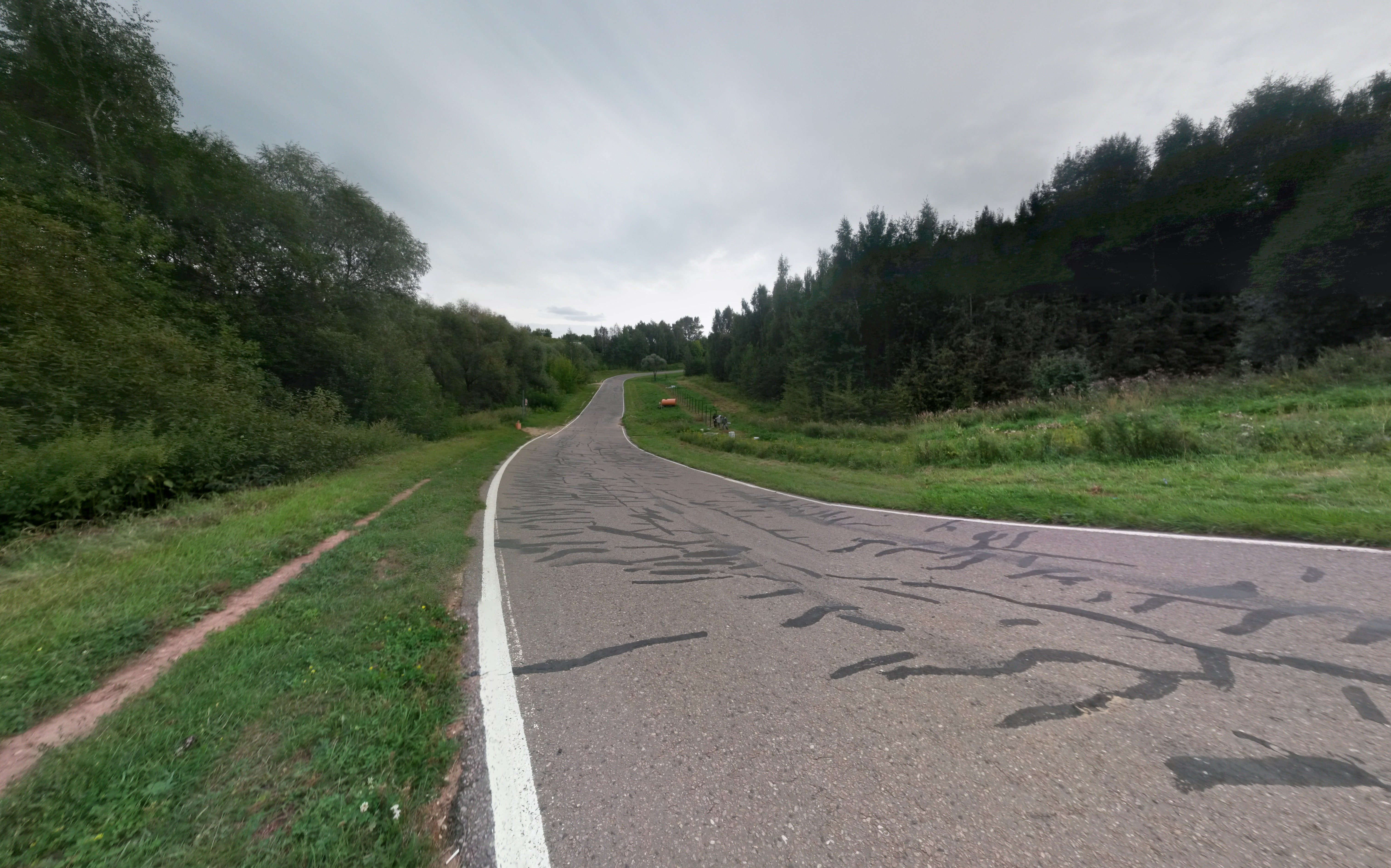
Установка забора вдоль велотрассы в Крылатском

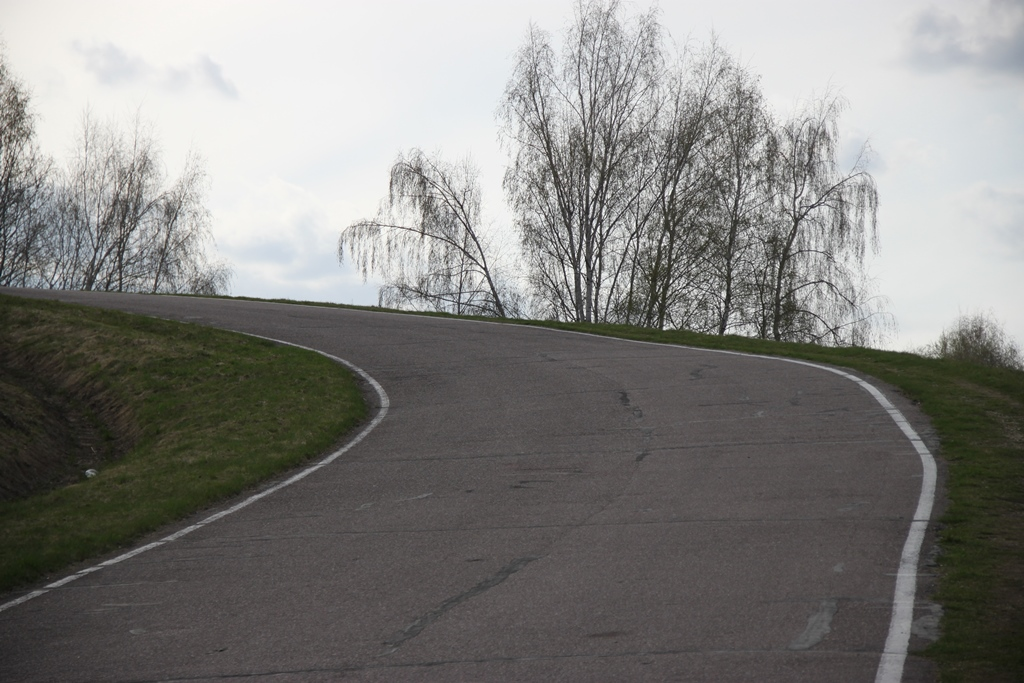
Часть велотрассы, 2018 год

Велотрасса входит в состав спортивного комплекса в Крылатском, занимающего территорию в 957 гектаров.
Около половины трассы приходится на подъёмы и спуски с крутизной от 5 до15 градусов, при этом осуществляется суммарный подъём на одном кольце до 240 метров. Трасса рассчитана на скорость до 70 км в час. При её строительстве удачно использован сложный рельеф местности: трасса включает в себя около сотни резких и плавных поворотов, а также многочисленные подъёмы с различным уклоном. Кольцевая велотрасса начинается у крытого велотрека в Крылатском затяжным подъёмом (неофициальное название — «Сочи»), ведущим на плато в сторону Рублёвского шоссе, а затем огибает систему оврагов, повторяя рельеф местности (уклоны в 5-15 %) и создавая условия для интенсивной работы спортсменов. Далее лента шоссе появляется на бровке склона над треком, уходит вниз и, вновь поднимаясь, повторяет изгибы местности до выхода на финишную прямую.
- Длина: 13,6 км[1].
- Ширина: 7 метров[3]
- Движение: одностроннее (по часовой стрелке)[4].
- Суммарный подъём на 1 круг: 240 метров[5].
- Покрытие велотрассы — асфальт[3].
- Финишная прямая:
  - Длина: 1 километр (входит в общую длину 13,6 км.)
  - ширина: 14 метров[6].

## Судебные тяжбы
До 2002-го трасса принадлежала Московской федерации профсоюзов, а затем перешла во владение всесезонного спортивного комплекса «Лата Трэк». Спустя два года правительство Москвы подало иск к «Лата Трэк», утверждая, что регистрация права собственности была незаконной и трасса принадлежит городу. Суд не удовлетворил требование правительства.
В 2007 году на земельном участке, где находится велодорога, происходило межевание. По мнению представителей «Лата Трэк», во время межевания границы участков были определены неправильно и в итоге около 2-х километров дороги (общая длина которой составляет 13,6 километров) оказались на соседних участках. В 2017-м один из таких участков с частью велотрассы был сдан департаментом городского имущества Москвы в аренду обществу «Медикал Эстейт», которым управляет инвестиционная компания Millhouse, принадлежащая Роману Абрамовичу. На смежном участке «Медикал Эстейт» планирует строительство многоуровневой парковки, на крыше которой разместят всесезонный бассейн, на первом этаже оформят прокат лыж, велосипедов, ремонт спортивного оборудования и кафе. В 2018 году на компанию «Лата Трэк» был подан иск от Millhouse на признание части велодороги «самовольной постройкой» и демонтировать ее. Через месяц был подан иск и от департамента городского имущества Москвы, который стремится признать велодорогу «некапитальным сооружением». Часть финишной прямой велотрассы проходит по сданной «Медикал Эстейт» территории, поэтому компания требует от «Лата Трэк» убрать части асфальта, являющиеся расширением дороги в части финишной прямой, и признать, что у «Лата Трэк» нет права собственности на эти 1200 метров.
25 июля 2020 года в Москве прошла акция в поддержку велотрассы в Крылатском, участники которой «обняли» велотрассу, в ходе массового велопробега-тренировки замкнув сквозное живое кольцо через Большое и Малое её кольца.
20 января 2023 года вступило в силу постановление Девятого арбитражного апелляционного суда. Установлено, что "Кольцевая велодорога не имеет наземной строительной системы, несущих конструкций и не выполняет производственные процессы, то не может быть отнесена к понятию сооружение.  Асфальтированная дорога не имеет самостоятельного хозяйственного назначения, не является отдельным объектом гражданского оборота, выполняя лишь обслуживающую функцию по отношению к соответствующему земельному участку и находящимся на нем зданиям. В связи с отсутствием у асфальтированной площадки качеств самостоятельного объекта недвижимости право собственности на него не подлежит регистрации независимо от его физических характеристик и наличия отдельных элементов, обеспечивающих прочную связь этого объекта с соответствующим земельным участком". Такое постановление явилось следствием иска Правительства Москвы и Департамент городского имущества г. Москвы, которые  обратились в Арбитражный суд города Москвы с иском к акционерному обществу «Спортивно-экологический комплекс «Лата Трэк» о признании отсутствующим права собственности ответчика на объект на объект «Кольцевая велодорога» с кадастровым номером 77:07:0001004:2205 с адресным ориентиром: г.Москва, ул.Крылатская, д. 1, соор.1; снять с кадастрового учета указанный объект; исключить из Единого государственного реестра недвижимости (ЕГРН) сведения об указанном объекте. Решением Арбитражного суда города Москвы от 14.10.2022 по делу №А40-69361/18 исковые требования удовлетворены, а 04.10.2023 Председатель Верховного суда РФ Лебедев В. М. окончательно отказал в пересмотре дела, обжалованию не подлежит.

## Велотрек

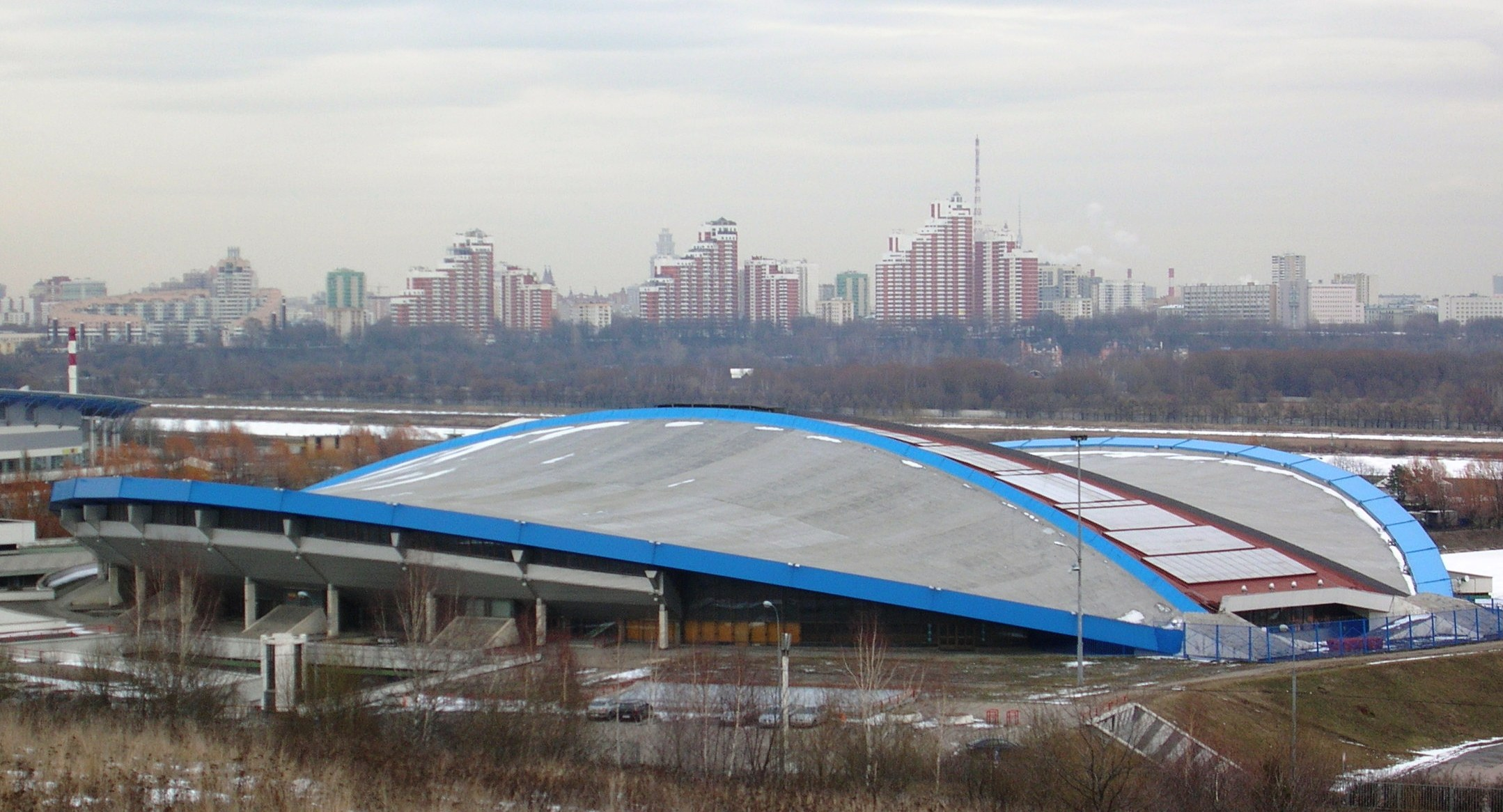
Крытый велотрек, 2008 год

28 декабря 1979 года был открыт первый в СССР крытый велотрек, ставший самым большим в мире велодромом. Здание велотрека имеет форму эллипса и отличается динамической композицией, размеры пролётов здания по осям составляют 168 на 138 метров. Велотрек расположен по другую сторону Крылатской улицы, между Крылатскими холмами и Гребным каналом. Площадь кровли велотрека составляет 17,5 тысяч квадратных метров, а трибуны вмещают до 6 тысячи человек
.
За время существования велотрека на нём было установлено больше 200 рекордов Европы и мира. Только с 1980 по 1989 год там было установлено 121 рекорд СССР.